# Pardosa vadosa
Pardosa vadosa là một loài nhện trong họ Lycosidae.
Loài này thuộc chi Pardosa. Pardosa vadosa được R. W. Barnes miêu tả năm 1959.